# Leon Migić
Leon (Mato) Migić (Fojnica, 23. studenoga 1937. – Fojnica, 13. studenoga 1993.), hrvatski katolički svećenik iz BiH, franjevac.
Ubio ga je pripadnik 302. motorizovane brigade Armije RBiH Miralem Čengić. U istom napadu ubijen je i fra Nikica Miličević.

## Životopis
Rođen je 23. studenog 1937. u Fojnici kao osmo dijete Nike i Ljubice, r. Tomičić. Svih dvanaestero djece, osim najmlađe kćerke Janje, rodilo se u staroj obiteljskoj kući koja se nalazila na padinama brda na južnoj strani gradića. Kasnije se obitelj Migića doselila u središte grada, kraj puta što je vodio u samostan. Otac Niko je već prije osnovao obiteljski obrt, držeći jednu gostionicu u središtu Fojnice, a Ljubica se, pored obavljanja kućanskih poslova i brige o djeci, brinula o svojim i muževim roditeljima te uz pomoć starije djece obavljala poslove u vrtu i brinula o stoci. Bez obzira na teškoće ova je četrnaestočlana obitelj zdravo živjela i svi su bili zadovoljni i odgajani u tradicionalnom katoličkom duhu.
U sjemenište Mato je otišao poslije četvrtog razreda osnovne škole, 1950. godine, i tamo proveo osam godina. Od početka bio je miran i savjestan učenik. Volio je društvo, razgovore, pjesmu i dobro jelo.
Franjevački habit obukao je prvi put u ljeto 1957. godine u Visokom, kada je dobio ime Leon i otišao na godinu kušnje u samostan u Kraljevu Sutjesku. Godine 1959., nakon novicijata i sjemeništa, fra Leon započinje četverogodišnji studij u bogosloviji na Bistriku u Sarajevu. Za svećenika je zaređen 2. svibnja 1965. u crkvi sv. Ante na Bistriku.
Već ga je na prvoj župi u Varešu čekao veoma aktivan i bogat pastoralni rad, kao i na sljedećim župama u Kraljevoj Sutjesci, Vijaci, Zenici, Bugojnu, Podmilačju, Sivši, Bogićevcima i Vitezu.

### Ubojstvo
U ljeto 1991. došao je u Fojnicu, gdje je obnašao dužnost kapelana, vikara samostana i fojničke župe sve do nasilne smrti u studenom 1993. Ubio ga je vojnik Armije RBiH, Miralem Čengić rafalom u zatiljak. Njegov pretpostavljeni zapovjednik Hasib Mušinbegović je prilikom obljetnice zločina 2010, posjetio samostan u Fojnici zajedno s posrednicima među kojima je bio i fra Ivan Nujić, tajnik Franjevačke klasične gimnazije u Visokom, ispričao se za zločin te izjavio da nije naredio ubojstvo. Vrhovni vojni sud u Sarajevu u krivičnom predmetu (Broj: K-248/94) i Vrhovni sud Bosne i Hercegovine (Kž. 10/95) za ovaj zločin su procesuirali Miralema Čengića i osudili ga na 11, odnosno na 15 godina zatvora, a učesnike Nedima Zerdu, Samina Mušinbegovića i Vahida Begića na po šest mjeseci zatvora.
Svake godine, na godišnjicu zločina i ubojstva fratara u Fojnici 13. studenog, održava se komemoracija na koju dolaze brojni franjevci, fojnički vjernici kao i vjernici iz župa središnje Bosne. Ova komemoracija je trajna uspomena na žrtvu fojničkih fratara koji su svojim životom posvjedočili ljubav prema Bosni i svome narodu, ali i podsjećanje na činjenicu da do dana današnjega nisu pronađeni nalagodavci ubojstva fratara, niti pravilno sankcionirani počinitelji ubojstva.
Kada su ubijeni fratri fra Nikica i fra Leon, Hrvata nije bilo u Fojnici. U samostanu je 24 sata stanovala muslimanska policija u samostanu, jeli s fratrima, stanovnali u sobama zbog čega je sve sačuvano. Zločinac, neposredni izvršitelj ubojstva osuđen je na 15 godina zatvora. Trojica pomagača ubojici osuđena su na samo po šest mjeseci zatvora. Alija Izetbegović tri puta je pomilovao ubojicu. Kad je četvrti put pomilovan od tadašnjeg predsjednika FBiH Ejupa Ganića, oslobođen je.

## Vanjske poveznice
- Hrvatsko nebo[neaktivna poveznica] Alija Izetbegović tri puta pomilovao, a Ejup Ganić oslobodio ubojice fojničkih fratara
- Osvrt u povodu XXII. godišnjice strijeljanja fojničkih fratara
- Dvadeset prva godišnjica strijeljanja fra Nikice Miličevića i fra Leon Migića
- Časnik Armije BiH: Žao mi je zbog ubojstva franjevaca!